# Південний регіон (Бразилія)
Південний регіон Бразилії складається із штатів Парана (порт. Paraná), Ріу-Ґранді-ду-Сул (порт. Rio Grande do Sul) і Санта-Катаріна (порт. Santa Catarina). Це найменший регіон країни, який вкриває 577 214 квадратних кілометрів або 6,8% території Бразилії. Населення Півдня в 2005 році становило 27 мільйонів або близько 14% населення країни. Область майже так же густо заселена, як Південний схід, але населення більш сконцентроване уздовж узбережжя. Головні міста – Куритиба і Порту-Алегрі. На Півдні досить високий рівень життя, за ІРЛП (0,807) регіон займає перше місце у країні, за ВВП регіон посідає друге місце з ВВП на душу населення у 2005 році в 10 723 реалів.

## Природа

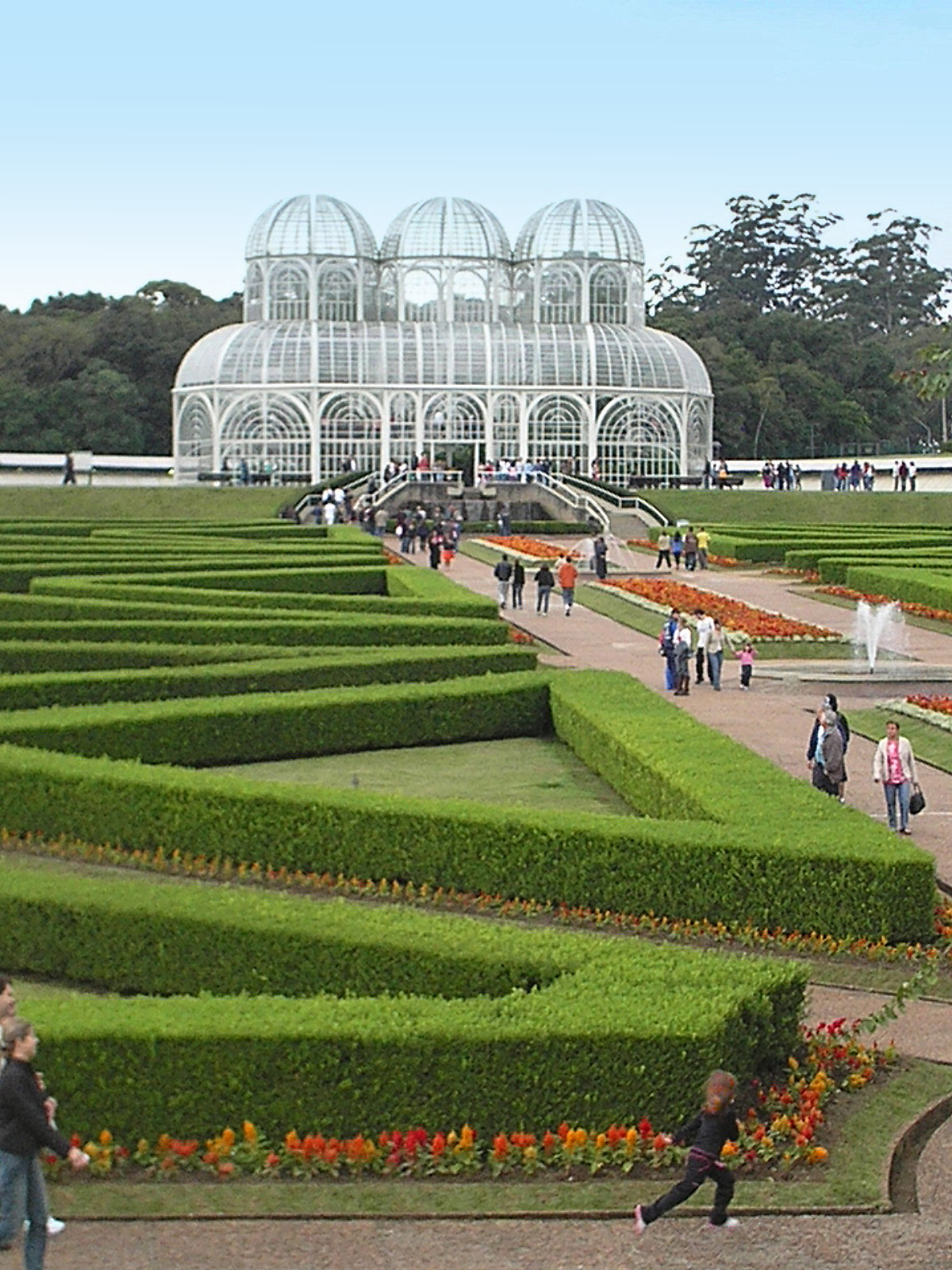
Куритиба є найбільшим і найважливішим містом Південного регіону - Ботанічний сад Куритиби є символом регіону.

На додаток до атлантичного і соснових лісів, багато з яких були знищені до середини двадцятого століття, на крайнебу півдні регіону знаходяться степові райони (прерії або пампаси), подібні преріям Аргентини і Уругваю. У 1982, 83,5% території були змінені людською діяльністю, з найвищим рівнем (89,7%) в Ріу-Ґранді-ду-Сул і найнижчим (66,7%) в Сента-Катаріні. Сільське господарство — багато з якого, наприклад виробництво рису, здійснюється дрібними фермерами має високий рівень продуктивності. Тут також існує деяка важлива промисловість.